# B3i Bay 09
Der B3i Bay 09 war ein dreiachsiger Durchgangswagen mit Seitengang und offenen Übergängen. Ursprünglich als Wagen der Gattung AB3i wurde er im Rahmen der Übernahme zur Gruppenverwaltung Bayern 1921 zum B3i umgezeichnet. Er wurde unter der Blatt-Nr. 66 für die Königlich Bayerischen Staatseisenbahnen (K.Bay.Sts.B.) zum Einsatz im innerbayerischen Schnellzugverkehr geführt und in zwei Fertigungslosen gebaut.

## Verbleib
1919 mussten im Rahmen der Reparationsleistungen insgesamt 4 Wagen nach Belgien abgegeben werden. Von zwei weiteren Wagen konnte 1945 der Verbleib nicht geklärt werden. Drei Wagen standen als Altschadwagen nach Kriegsende bei der RDB München und wurden bis 1953 ausgemustert.

## Konstruktive Merkmale

### Untergestell
Der Rahmen der Wagen bestand komplett aus Eisen und war aus Walzprofilen zusammengenietet. Die äußeren Längsträger hatten eine U-Form mit nach außen weisenden Flanschen. Als Zugeinrichtung hatten die Wagen Schraubenkupplungen mit Sicherheitshaken nach VDEV, die Zugstange war durchgehend und mittig gefedert. Als Stoßeinrichtung besaßen die Wagen Stangenpuffer mit einer Einbaulänge von 612 Millimetern, die Pufferteller hatten einen Durchmesser von 370 Millimetern. Die Puffer wurden in den 1930er Jahren durch Hülsenpuffer der Regelbauart ersetzt.

### Laufwerk
Die Wagen hatten genietete Fachwerkachshalter aus Flacheisen mit der kurzen, geraden Bauform. Gelagert waren die Achsen in Gleitachslagern. Die Räder hatten Speichenradkörper der bayerischen Form 38, das mittlere Rad war seitlich verschiebbar und ungebremst. Die Endachsen waren als Vereinslenkachsen ausgebildet.
Als Bremsen kamen sowohl eine Handbremse im geschlossenen Übergang an einem Wagenende als auch Druckluftbremsen des Typs Westinghouse zum Einsatz.

### Wagenkasten
Das Wagenkastengerippe bestand aus einem hölzernen Ständerwerk. Es war außen mit Blech und innen mit Holz verkleidet. Die Seitenwände waren glatt. Die Wagen besaßen ein Tonnendach ohne Oberlichtaufbau. Sowohl auf der Gang- als auch auf der Abteilseite waren die Wagen mit großen Einzelfenstern ausgestattet.
Der Seitengang war durch Schwingtüren in drei Bereiche unterteilt, wobei der mittlere Bereich zwei Abteile umfasste. Die Übergänge zu benachbarten Wagen waren offen und nur durch Scherengitter gesichert.

### Ausstattung
Der Innenraum hatte insgesamt viereinhalb Abteile. Die Abteile der 1. Klasse (1½) befanden sich am der Toilette gegenüberliegenden Wagenende und waren durch Schiebetüren gegen den Seitengang abgetrennt. Von den drei Abteilen der 2. Klasse war das neben der Toilette liegende ebenfalls mit einer Schiebetüre gegen den Seitengang abgetrennt. Die Sitze waren klassentypisch als Polstersitze ausgeführt. Der Wagen hatte einen Abort, welcher sich an dem der Bremserseite gegenüberliegenden Wagenende befand.
Zur Beheizung verfügten die Wagen über eine Dampfheizung. Die Belüftung erfolgte über Dachlüfter bzw. über die versenkbaren Fenster.
Die Beleuchtung erfolgte durch Gaslampen. Die zwei Vorratsbehälter hingen in Wagenlängsrichtung mit am Rahmen. Ab den 1930er Jahren erfolgte eine Umrüstung auf elektrische Beleuchtung.

## Bemerkung
1921 wurden die Wagen unter Beibehaltung der Sitzaufteilung zu solchen der Gattung B3i Bay 09 umgezeichnet.

## Skizzen, Musterblätter, Fotos

Ansicht zu Blatt 66 aus WVWV[Anm. 1] von 1913

## Wagennummern
Die Daten sind dem Wagenpark-Verzeichnis der Kgl.Bayer.Staatseisenbahnen, aufgestellt nach dem Stande vom 31. März 1913, sowie den Büchern von Emil Konrad (Reisezugwagen der deutschen Länderbahnen, Band II) und  Alto Wagner (Bayerische Reisezugwagen) entnommen.
| Blatt-Nr. Herstelld.         | Blatt-Nr. Herstelld.         | Blatt-Nr. Herstelld.         | Gattungszeichen je Epoche Wagennummern je Epoche (mit Direktionsangaben) | Gattungszeichen je Epoche Wagennummern je Epoche (mit Direktionsangaben) | Gattungszeichen je Epoche Wagennummern je Epoche (mit Direktionsangaben) | Gattungszeichen je Epoche Wagennummern je Epoche (mit Direktionsangaben) | Gattungszeichen je Epoche Wagennummern je Epoche (mit Direktionsangaben) | Gattungszeichen je Epoche Wagennummern je Epoche (mit Direktionsangaben) | Gattungszeichen je Epoche Wagennummern je Epoche (mit Direktionsangaben) | Fahrwerk / Ausstattung (siehe jeweilige Legende) | Fahrwerk / Ausstattung (siehe jeweilige Legende) | Fahrwerk / Ausstattung (siehe jeweilige Legende) | Fahrwerk / Ausstattung (siehe jeweilige Legende) | Fahrwerk / Ausstattung (siehe jeweilige Legende) | Fahrwerk / Ausstattung (siehe jeweilige Legende) | Fahrwerk / Ausstattung (siehe jeweilige Legende) | Fahrwerk / Ausstattung (siehe jeweilige Legende) | Fahrwerk / Ausstattung (siehe jeweilige Legende) | Fahrwerk / Ausstattung (siehe jeweilige Legende) | Fahrwerk / Ausstattung (siehe jeweilige Legende) | Zusatzinfos    | Zusatzinfos |
| Bau- jahr                    | Her- steller                 | Anz.                         | ab 1907                                                                  | Rep. (1919)                                                              | DR (ab 1923)                                                             | DRG (ab 1930)                                                            | DRG n. Umbau                                                             | Ausge- mustert                                                           | letzt. Heimat-Bf.                                                        | Anz. Ach- sen                                    | Brem- sen                                        | Bl.                                              | Hz.                                              | Art u.Anz. Abteile (Sitze je Klasse)             | Art u.Anz. Abteile (Sitze je Klasse)             | Art u.Anz. Abteile (Sitze je Klasse)             | Art u.Anz. Abteile (Sitze je Klasse)             | Art u.Anz. Abteile (Sitze je Klasse)             | Mil.                                             | Mil.                                             | Sig- nal- hlt. | Bemer- kung |
| Blatt-Nr. aus WV von Gattung | Blatt-Nr. aus WV von Gattung | Blatt-Nr. aus WV von Gattung | 66 1913 ABi                                                              |                                                                          | B3i Bay 09                                                               | B3i Bay 09                                                               |                                                                          |                                                                          |                                                                          |                                                  |                                                  |                                                  |                                                  | A                                                | 1.                                               | 2.                                               | 3.                                               | 4.                                               | O                                                | M                                                |                |             |
| ---------------------------- | ---------------------------- | ---------------------------- | ------------------------------------------------------------------------ | ------------------------------------------------------------------------ | ------------------------------------------------------------------------ | ------------------------------------------------------------------------ | ------------------------------------------------------------------------ | ------------------------------------------------------------------------ | ------------------------------------------------------------------------ | ------------------------------------------------ | ------------------------------------------------ | ------------------------------------------------ | ------------------------------------------------ | ------------------------------------------------ | ------------------------------------------------ | ------------------------------------------------ | ------------------------------------------------ | ------------------------------------------------ | ------------------------------------------------ | ------------------------------------------------ | -------------- | ----------- |
| 1909                         | Rathg.                       | 6                            | 1 001                                                                    | X                                                                        |                                                                          |                                                                          |                                                                          | 11/1919                                                                  |                                                                          | 3                                                | Pl, Wsbr                                         | Gg                                               | D                                                | 1                                                | 1 ½ (9)                                          | 3 (18)                                           |                                                  |                                                  | 27                                               |                                                  |                |             |
| 1909                         | Rathg.                       | 6                            | 1 002                                                                    |                                                                          | 36 001 Mü                                                                | 29 923 Mü                                                                |                                                                          | xx/1945                                                                  | München                                                                  | 3                                                | Pl, Wsbr                                         | Gg                                               | D                                                | 1                                                | 1 ½ (9)                                          | 3 (18)                                           |                                                  |                                                  | 27                                               |                                                  |                |             |
| 1909                         | Rathg.                       | 6                            | 1 003                                                                    |                                                                          | 36 002 Mü                                                                | 29 924 Mü                                                                |                                                                          | xx/1945                                                                  | München                                                                  | 3                                                | Pl, Wsbr                                         | Gg                                               | D                                                | 1                                                | 1 ½ (9)                                          | 3 (18)                                           |                                                  |                                                  | 27                                               |                                                  |                |             |
| 1909                         | Rathg.                       | 6                            | 1 004                                                                    | X                                                                        |                                                                          |                                                                          |                                                                          | 11/1919                                                                  |                                                                          | 3                                                | Pl, Wsbr                                         | Gg                                               | D                                                | 1                                                | 1 ½ (9)                                          | 3 (18)                                           |                                                  |                                                  | 27                                               |                                                  |                |             |
| 1909                         | Rathg.                       | 6                            | 1 005                                                                    |                                                                          | 36 003 Mü                                                                | 29 925 Mü                                                                |                                                                          | xx/194x                                                                  | München                                                                  | 3                                                | Pl, Wsbr                                         | Gg                                               | D                                                | 1                                                | 1 ½ (9)                                          | 3 (18)                                           |                                                  |                                                  | 27                                               |                                                  |                |             |
| 1909                         | Rathg.                       | 6                            | 1 006                                                                    |                                                                          | 36 004 Mü                                                                | 29 926 Mü                                                                |                                                                          | 01/1951                                                                  | München                                                                  | 3                                                | Pl, Wsbr                                         | Gg                                               | D                                                | 1                                                | 1 ½ (9)                                          | 3 (18)                                           |                                                  |                                                  | 27                                               |                                                  |                |             |
| 1909                         | MAN                          | 4                            | 1 007                                                                    |                                                                          | 36 005 Mü                                                                | 29 927 Mü                                                                |                                                                          | 06/1955                                                                  | München                                                                  | 3                                                | Pl, Wsbr                                         | Gg                                               | D                                                | 1                                                | 1 ½ (9)                                          | 3 (18)                                           |                                                  |                                                  | 27                                               |                                                  |                | Umbau zu YG |
| 1909                         | MAN                          | 4                            | 1 008                                                                    | X                                                                        |                                                                          |                                                                          |                                                                          | 11/1919                                                                  |                                                                          | 3                                                | Pl, Wsbr                                         | Gg                                               | D                                                | 1                                                | 1 ½ (9)                                          | 3 (18)                                           |                                                  |                                                  | 27                                               |                                                  |                |             |
| 1909                         | MAN                          | 4                            | 1 009                                                                    | X                                                                        |                                                                          |                                                                          |                                                                          | 11/1918                                                                  |                                                                          | 3                                                | Pl, Wsbr                                         | Gg                                               | D                                                | 1                                                | 1 ½ (9)                                          | 3 (18)                                           |                                                  |                                                  | 27                                               |                                                  |                |             |
| 1909                         | MAN                          | 4                            | 1 010                                                                    |                                                                          | 36 006 Mü                                                                | 29 928 Mü                                                                |                                                                          | xx/1953                                                                  | München                                                                  | 3                                                | Pl, Wsbr                                         | Gg                                               | D                                                | 1                                                | 1 ½ (9)                                          | 3 (18)                                           | Altschadwagen, Umbau zu BDW                      |                                                  | 27                                               |                                                  |                |             |